# 島尻郡
島尻郡（日语：／ Shimajiri gun */?）位於琉球列島沖繩群島之沖繩島南部及附近島嶼，為日本沖繩縣轄下的一個郡。

## 轄區
現轄4町8村。
- 久米島町
- 南風原町
- 與那原町
- 八重瀨町
- 粟國村
- 伊是名村
- 伊平屋村
- 北大東村
- 座間味村
- 渡嘉敷村
- 渡名喜村
- 南大東村

## 歷史

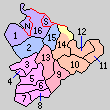
島尻郡最初轄下町村位置圖：1.小祿村 2.丰見城村 3.兼城村 4.糸満町 5.高岭村 6.真壁村 7.喜屋武村 8.摩文仁村 9.具志頭村 10.玉城村 11.知念村 12.佐敷村 13.東風平村 14.大里村 15.南風原村 16.真和志村 N.那霸区 S.首里区 （紫色部分現已合併為那覇市、桃色部分現已合併為糸満市、橙色部分現已合併為南城市、紅色部分現已合併為八重濑町、黄色部分現為与那原町）

### 年表
- 1896年4月1日：實施郡區制，島尻郡成立，下轄原島尻方之範圍，真和志間切、小祿間切、豐見城間切、兼城間切、高嶺間切、真壁間切、喜屋武間切、摩文仁間切、東風平間切、具志頭間切、玉城間切、南風原間切、大里間切、佐敷間切、知念間切、具志川間切、仲里間切、渡嘉敷島、座間味島、渡名喜島、粟國島、伊平屋島、南大東島、北大東島。（17間切7島）
- 1908年4月1日：實施町村制，島尻郡下轄糸滿町（從兼城村分割獨立）、真和志村、小祿村、南風原村、豐見城村、兼城村、高嶺村、真壁村、喜屋武村、摩文仁村、東風平村、具志頭村、玉城村、大里村、佐敷村、知念村、具志川村、仲里村、渡嘉敷村、座間味村、渡名喜村、粟國村、伊平屋村、南大東島、北大東島。（1町22村2島）
- 1939年7月1日：伊平屋村將伊是名島分割獨立成伊是名村。（1町23村2島）
- 1945年：沖繩島戰役結束後，知念村成為美軍指定的難民收容所，知念市因此誕生，但隔年恢復為村制。
- 1946年4月1日：真壁村、喜屋武村、摩文仁村因在沖繩島戰役中傷亡過多，使村裡人數過少無法維持運作，因此合併成三和村。（1町21村2島）
- 1946年6月12日：南大東島、北大東島實施村制，成為南大東村和北大東村。（1町23村）
- 1949年4月1日：大里村北部分割獨立成與那原町。（2町23村）
- 1953年10月1日：真和志村改制為真和志市，並脫離島尻郡之管轄。（2町22村）
- 1954年9月1日：小祿村併入那霸市。（2町21村）
- 1961年10月1日：糸滿町、兼城村、高嶺村、三和村合併成糸滿町。（2町18村）
- 1971年12月1日：糸滿町改制為糸滿市，並脫離島尻郡之管轄。（1町18村）
- 1979年10月1日：東風平村改制為東風平町。（2町17村）
- 1980年4月1日：南風原村和佐敷村改制為南風原町和佐敷町。（4町15村）
- 2002年4月1日：（5町12村）
  - 豐見城村改制為豐見城市，並脫離島尻郡之管轄。
  - 仲里村和具志川村合併為久米島町。
- 2006年1月1日：（4町8村）
  - 東風平町和具志頭村為八重瀨町。
  - 玉城村、知念村、佐敷町、大里村合併為南城市，並脫離島尻郡之管轄。

### 變遷表
| 時間     | 行政劃分 | 行政劃分 | 行政劃分 | 行政劃分   | 行政劃分   | 行政劃分 | 行政劃分 | 行政劃分 | 行政劃分 | 行政劃分   | 行政劃分   | 行政劃分   | 行政劃分   | 行政劃分   | 行政劃分 | 行政劃分 | 行政劃分 | 行政劃分 | 行政劃分 |
| 1890年代 | 那霸區   | 首里區   | 小祿間切 | 真和志間切 | 豐見城間切 | 兼城間切 | 兼城間切 | 高嶺間切 | 真壁間切 | 喜屋武間切 | 摩文仁間切 | 東風平間切 | 具志頭間切 | 南風原間切 | 玉城間切 | 佐敷間切 | 知念間切 | 大里間切 | 大里間切 |
| 1900年代 | 那霸區   | 首里區   | 小祿村   | 真和志村   | 豐見城村   | 兼城村   | 糸滿町   | 高嶺村   | 真壁村   | 喜屋武村   | 摩文仁村   | 東風平村   | 具志頭村   | 南風原村   | 玉城村   | 佐敷村   | 知念村   | 大里村   | 大里村   |
| 1910年代 | 那霸區   | 首里區   | 小祿村   | 真和志村   | 豐見城村   | 兼城村   | 糸滿町   | 高嶺村   | 真壁村   | 喜屋武村   | 摩文仁村   | 東風平村   | 具志頭村   | 南風原村   | 玉城村   | 佐敷村   | 知念村   | 大里村   | 大里村   |
| 1920年代 | 那霸市   | 首里市   | 小祿村   | 真和志村   | 豐見城村   | 兼城村   | 糸滿町   | 高嶺村   | 真壁村   | 喜屋武村   | 摩文仁村   | 東風平村   | 具志頭村   | 南風原村   | 玉城村   | 佐敷村   | 知念村   | 大里村   | 大里村   |
| 1930年代 | 那霸市   | 首里市   | 小祿村   | 真和志村   | 豐見城村   | 兼城村   | 糸滿町   | 高嶺村   | 真壁村   | 喜屋武村   | 摩文仁村   | 東風平村   | 具志頭村   | 南風原村   | 玉城村   | 佐敷村   | 知念村   | 大里村   | 大里村   |
| 1940年代 | 那霸市   | 首里市   | 小祿村   | 真和志村   | 豐見城村   | 兼城村   | 糸滿町   | 高嶺村   | 三和村   | 三和村     | 三和村     | 東風平村   | 具志頭村   | 南風原村   | 玉城村   | 佐敷村   | 知念市   | 大里村   | 與那原町 |
| 1950年代 | 那霸市   | 那霸市   | 那霸市   | 真和志市   | 豐見城村   | 兼城村   | 糸滿町   | 高嶺村   | 三和村   | 三和村     | 三和村     | 東風平村   | 具志頭村   | 南風原村   | 玉城村   | 佐敷村   | 知念村   | 大里村   | 與那原町 |
| 1960年代 | 那霸市   | 那霸市   | 那霸市   | 那霸市     | 豐見城村   | 糸滿町   | 糸滿町   | 糸滿町   | 糸滿町   | 糸滿町     | 糸滿町     | 東風平村   | 具志頭村   | 南風原村   | 玉城村   | 佐敷村   | 知念村   | 大里村   | 與那原町 |
| 1970年代 | 那霸市   | 那霸市   | 那霸市   | 那霸市     | 豐見城村   | 糸滿市   | 糸滿市   | 糸滿市   | 糸滿市   | 糸滿市     | 糸滿市     | 東風平町   | 具志頭村   | 南風原村   | 玉城村   | 佐敷村   | 知念村   | 大里村   | 與那原町 |
| 1980年代 | 那霸市   | 那霸市   | 那霸市   | 那霸市     | 豐見城村   | 糸滿市   | 糸滿市   | 糸滿市   | 糸滿市   | 糸滿市     | 糸滿市     | 東風平町   | 具志頭村   | 南風原町   | 玉城村   | 佐敷町   | 知念村   | 大里村   | 與那原町 |
| 1990年代 | 那霸市   | 那霸市   | 那霸市   | 那霸市     | 豐見城村   | 糸滿市   | 糸滿市   | 糸滿市   | 糸滿市   | 糸滿市     | 糸滿市     | 東風平町   | 具志頭村   | 南風原町   | 玉城村   | 佐敷町   | 知念村   | 大里村   | 與那原町 |
| 2000年代 | 那霸市   | 那霸市   | 那霸市   | 那霸市     | 豐見城市   | 糸滿市   | 糸滿市   | 糸滿市   | 糸滿市   | 糸滿市     | 糸滿市     | 八重瀨町   | 八重瀨町   | 南風原町   | 南城市   | 南城市   | 南城市   | 南城市   | 與那原町 |